# Neustadt/Harz

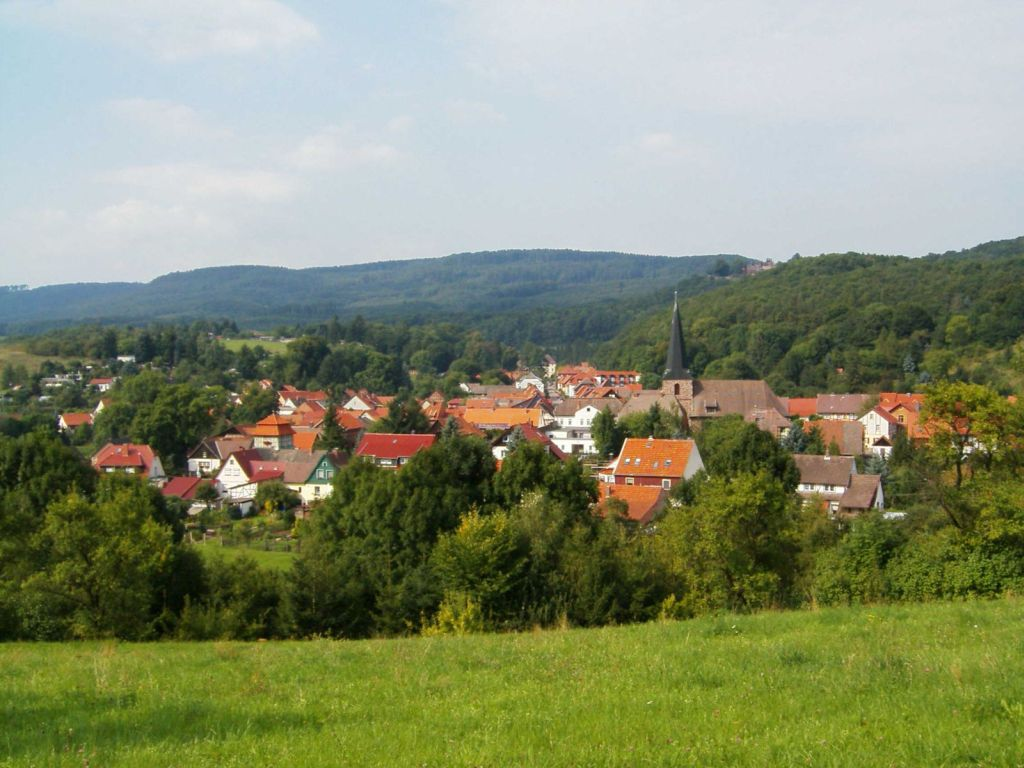
Ein Blick auf Neustadt

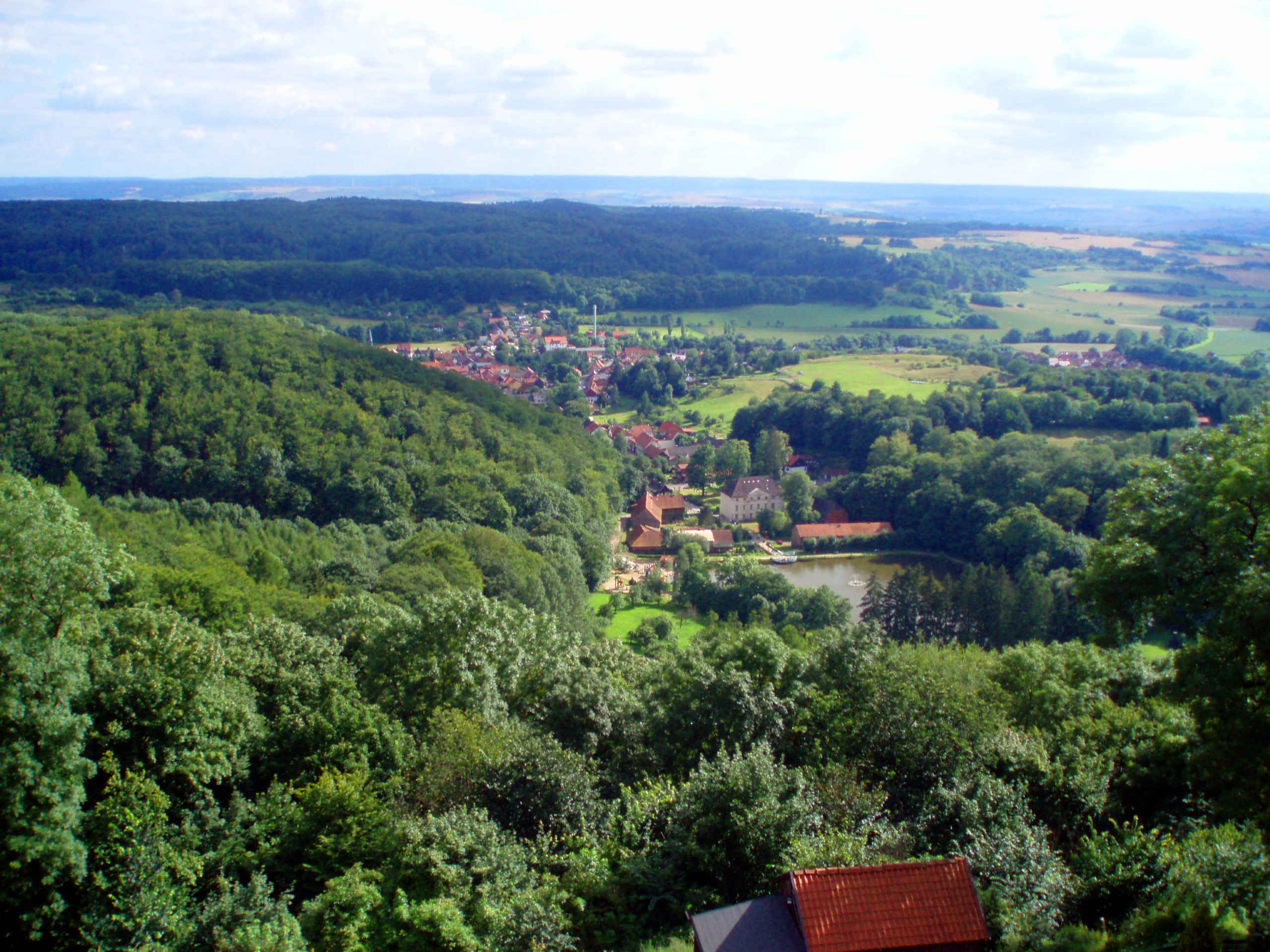
Blick auf den Ort von der Burg Hohnstein

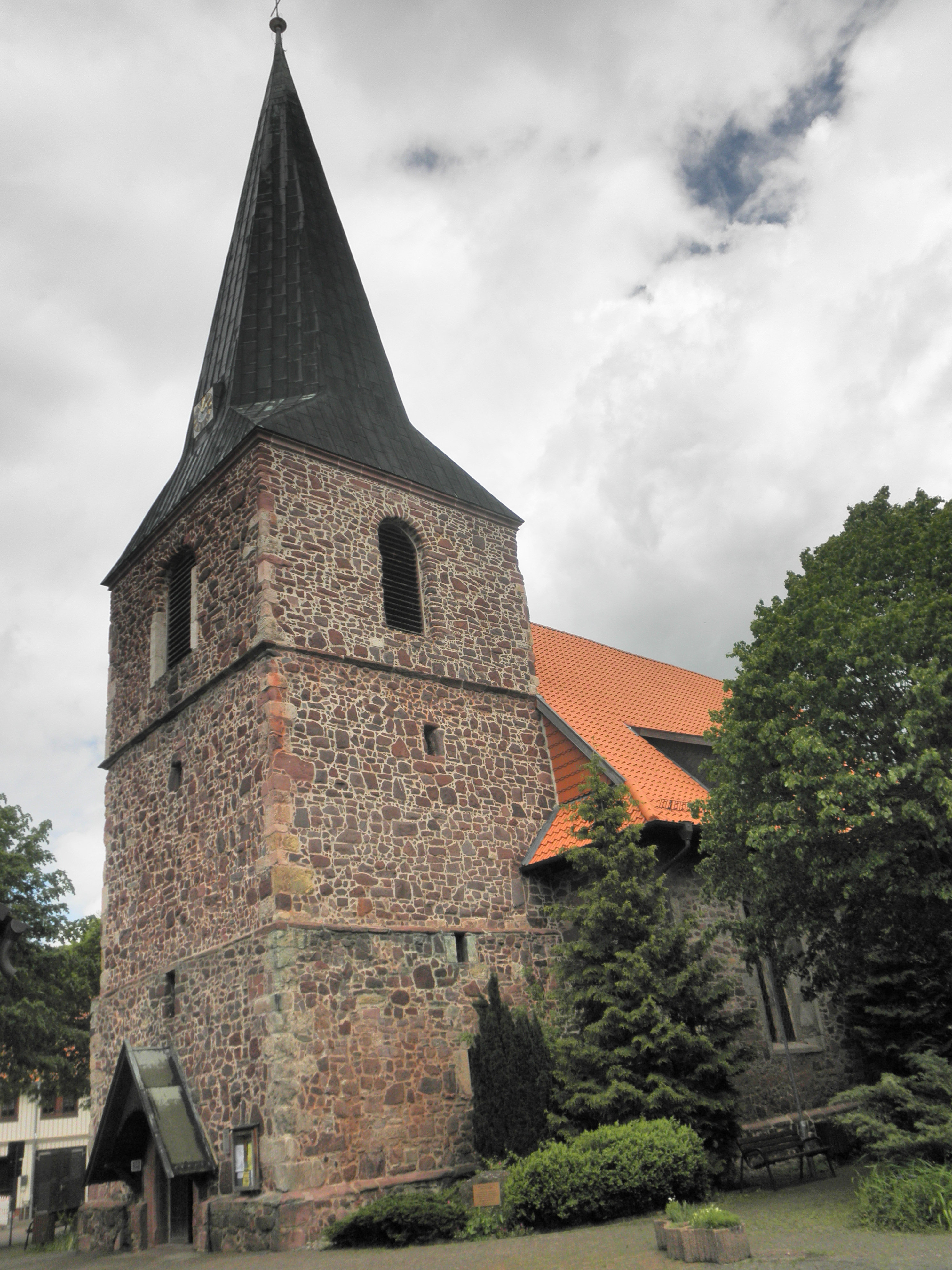
Kirche St. Georg

Neustadt/Harz ist ein Ortsteil der Gemeinde Harztor im Landkreis Nordhausen (Thüringen) und ein staatlich anerkannter Luftkurort. Er liegt unterhalb der Burg Hohnstein (Harz).

## Ortslage
Neustadt befindet sich im Südharz, nordöstlich von Nordhausen.

## Gewässer
Durch den staatlich anerkannten Luftkurort (die Anerkennung ist befristet bis zum 12. Dezember 2029) fließt der Kappelbach, der auch als Hardtbach bezeichnet wird, und in den kleinen Wälzebach mündet. Am Nordrand des Ortes befindet sich außerdem ein Gondelteich, auf dem im Sommer Ruderboote zum Verleih stehen.

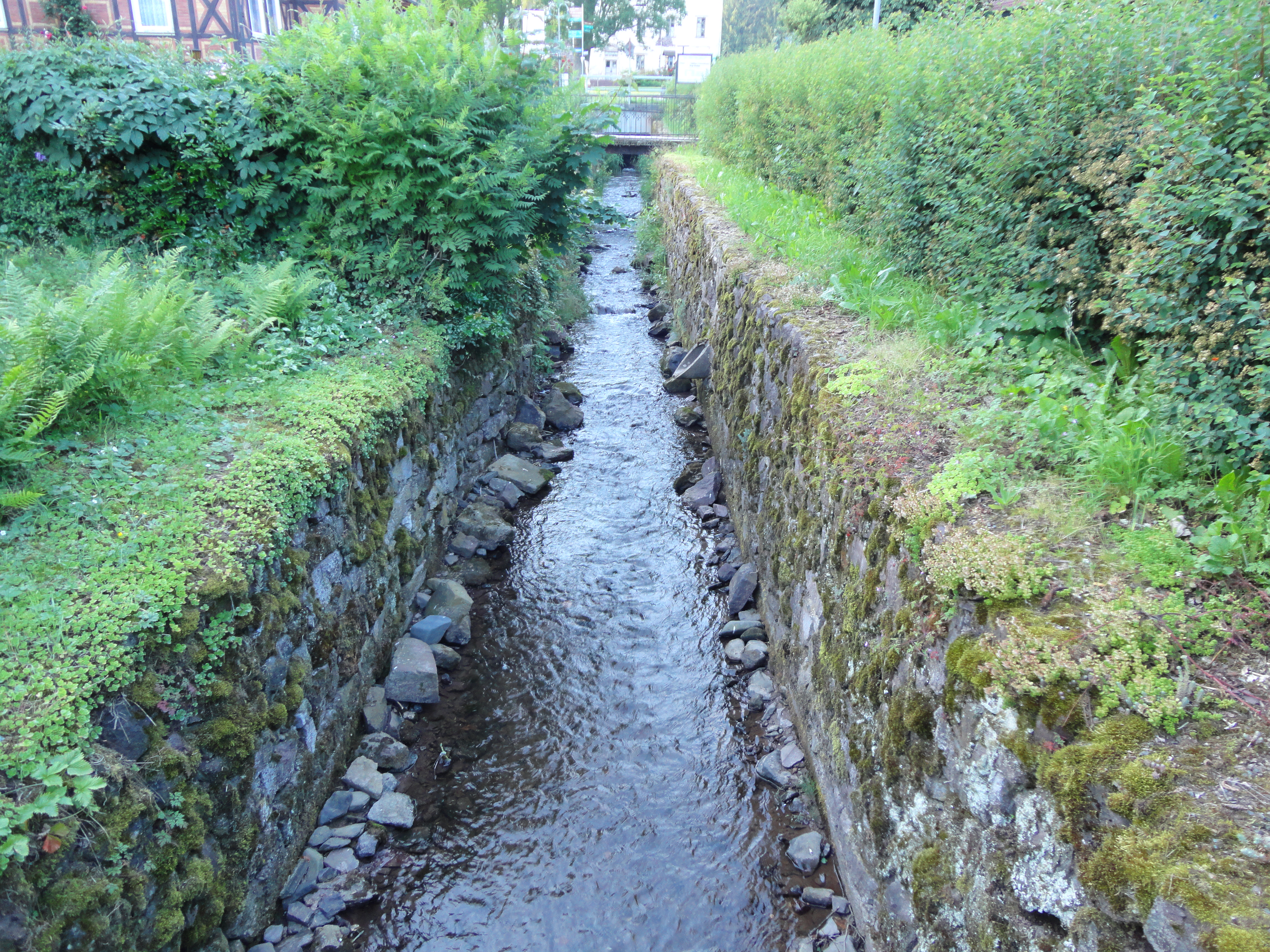
Kappelbach
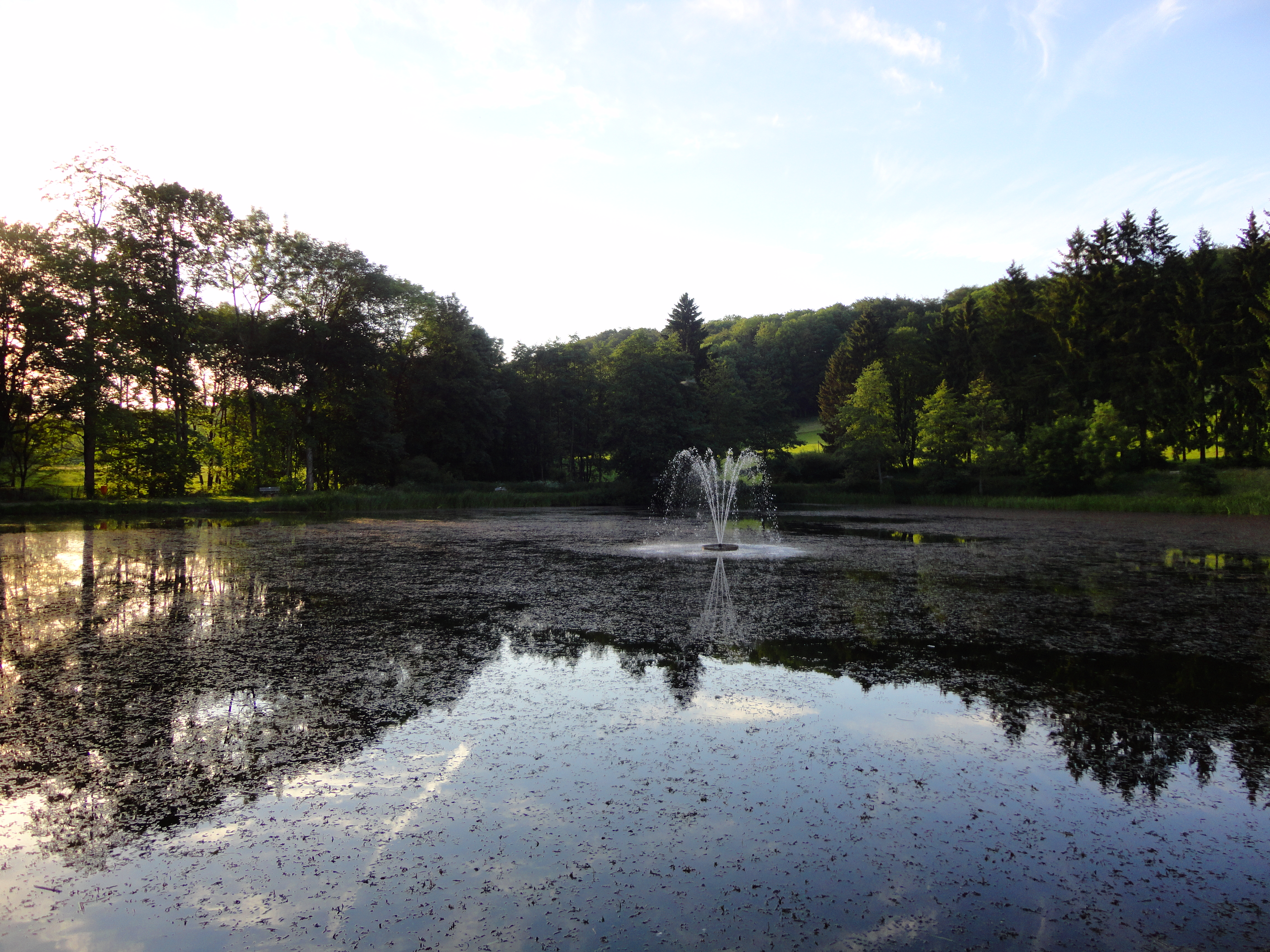
Gondelteich

## Geschichte
Im Jahr 1372 wird der Ort als „Novenstadt“ (von lat. novus „neu“) erstmals urkundlich erwähnt.
Seit 1417 waren die Grafen zu Stolberg im Besitz von Burg und Amt Hohnstein.
1485 konnte der Ort ein Rathaus bauen, erhielt Markt- und Braurecht und durfte eine Rolandstatue zum Zeichen der eigenen Gerichtsbarkeit errichten und sich befestigen.
Im Dreißigjährigen Krieg belagerte ein kaiserliches Heer die Burg Hohnstein und zerstörte sie durch Brandlegung (1627).
Ein Großfeuer vernichtete Neustadt am 10. September 1678 beinahe komplett; nur drei Häuser überstanden die Katastrophe.
Als Ersatz für das abgebrannte „Alte Schloss“ ließen die Grafen zu Stolberg 1744 auf einem älteren Herrensitz das „Neue Schloss zu Neustadt“ im Stil des Klassizismus bauen. Es wurde Sitz der Verwaltung des Amtes Hohnstein mit Gericht, Konsistorium und Revierförsterei. Fünf Handwerkerinnungen hatten ihren Sitz in Neustadt. Außerdem spielten die Forstwirtschaft und der Bergbau (zunächst auf Kupferschiefer, dann im 18./19. Jahrhundert auf Steinkohle) eine große Rolle.
In der zweiten Hälfte des 19. Jahrhunderts verlor der Ort alle seine Ämter und wurde dem Kreis Ilfeld in der Provinz Hannover zugeordnet.
Im 19. Jahrhundert entwickelte sich der Fremdenverkehr. 1870 wurde ein Kurhaus und acht Jahre später ein Badehaus gebaut. Ab 1887 betrieb Hermann Kronberg ein Sanatorium auf der Grundlage eines Naturheilverfahrens. Seit 1890 darf sich Neustadt Luftkurort nennen. 1908 weilte Hermann Löns als Kurgast in Neustadt, woran ein Gedenkstein erinnert. 1929 wurde unter Georg Steinhoff ein zweites Sanatorium an der Burgstraße errichtet.
1945 wurden unter sowjetischer Besatzung Schloss und Domäne der Fürsten zu Stolberg entschädigungslos enteignet.
Das Vereinsleben in Neustadt war und ist mit dem Karnevalsverein, dem Volkschor, der Feuerwehr und diversen Sportvereinen sehr ausgeprägt. Der Fremdenverkehr erhielt eine noch stärkere Bedeutung. Es entstanden ein Waldbad, ein Gondelteich und sechs Feriensiedlungen.
Durch die Vereinigung mit der Nachbargemeinde Osterode, die am 1. Juli 1950 wirksam wurde, überschritt Neustadt erstmals die Einwohnerzahl von 1000.
Nach der Wende wurden die Hotels erneuert und neue Cafés und Restaurants eröffnet. Die Infrastruktur des Ortes mit Straßenneubau und zentraler Kanalisation wurde ausgebaut. Vom Harzklub wurden gut ausgebaute Spazier- und Wanderwege angelegt.
Im Dezember 2014 wurde der Ort als „Heilklimatischer Kurort“ anerkannt (befristet bis zum 12. Dezember 2029).
Die einstige Gemeinde gehörte ab 1994 als Mitgliedsgemeinde der Verwaltungsgemeinschaft Hohnstein/Südharz an. Am 6. Juli 2018 wurde Neustadt in die 2012 gegründete Landgemeinde Harztor eingegliedert.

## Politik

### Ortschaftsrat
Der Ortschaftsrat in Neustadt besteht aus acht Ratsmitgliedern:
- CDU 2 Sitze (−5)
- BI 5 Sitze (+1)
- GRÜNE 1 Sitz (neu)

(Stand: Kommunalwahlen in Thüringen 2019)

### Wappen
Das Wappen wurde am 11. März 2008 genehmigt.
Blasonierung: „In Gold ein gemauerter roter Bogen mit Zinnen, darauf drei spitzbedachte rote Türme, der mittlere größer; unter dem Bogen auf grünem Schildfuß ein ruhender schwarzer Hirsch.“

### Partnerschaften
- Neustadt ist Mitglied der internationalen Städtefreundschaft Neustadt in Europa, in der 37 Städte mit Namen „Neustadt“ aus acht Ländern (Deutschland, Österreich, Ungarn, Polen, Tschechien, Slowakei, Niederlande, Rumänien) zusammengeschlossen sind.

## Trivia
Im Ort wurde 2006 der dort zuvor gedrehte Fernsehfilm Die Frau des Heimkehrers uraufgeführt.

## Kultur und Sehenswürdigkeiten
- Evangelische Kirche St. Georg
- Gedenkstein neben der Kirche: „Retter des am 10. September 1678 verbrannten Neustadt“: Pastor Ernestus Reppelius, Bürgermeister und Gemeinderat, Christoph Ludwig I. Graf zu Stolberg, Spender aus vielen Dörfern und Städten des Reiches (Tafel der IG Burg Hohnstein e. V.)
- Pfarrhaus
- Roland
- „Altes Tor“ und benachbarte Heimatstube
- Zahlreiche ansehnliche Fachwerkhäuser
- Ehemaliges Herrenhaus („Neues Schloß“) der Fürstlichen Domäne und benachbarte frühere Wirtschaftsgebäude. Das Herrenhaus der Fürstlich Stolberg-Stolbergschen Domäne wurde 1743/44 erbaut. Es war bis 1866 der Verwaltungssitz des Amtes Hohnstein, bis 1945 im Besitz der Fürsten zu Stolberg-Stolberg. Die Sowjetische Besatzungsmacht wollte das Herrenhaus gemäß „Befehl 209“ der SMAD abreißen, was jedoch durch Einsatz Neustädter Persönlichkeiten verhindert werden konnte. Ab 1945 war das Herrenhaus dann Internat der Kindergärtnerinnen-Schule, Institut für Lehrerbildung und bis 1986 Neustädter Grundschule. Es steht (2014) leer und weist Verfallserscheinungen auf.

Die nähere und weitere Umgebung von Neustadt ist reich an Sehenswürdigkeiten, die alle durch Wanderwege erschlossen sind. Von den drei Burgruinen ist die Burgruine Hohnstein als eine der ältesten Anlagen des gesamten Harzes am bedeutsamsten. Lohnend ist auch der Besuch der kürzlich renovierten und denkmalgeschützten Trinkwassertalsperre Neustadt (auch oft als Nordhäuser Talsperre bezeichnet), die nur etwa sechs Kilometer vom Ort entfernt liegt. Außerdem befinden sich unweit des Ortes ein separates Waldbad, sowie der Poppenberg (601 m ü. NN).

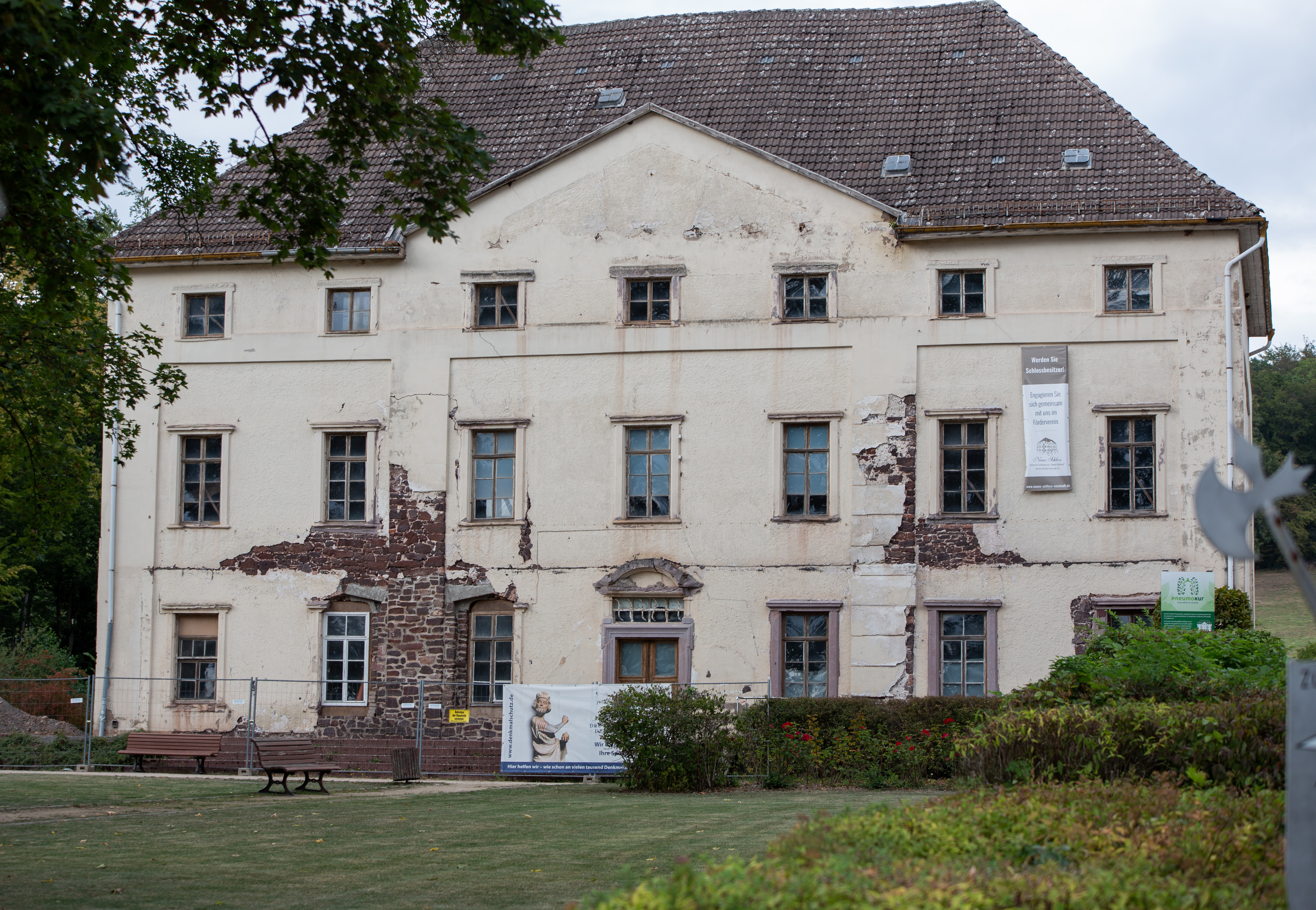
Domäne, Herrenhaus
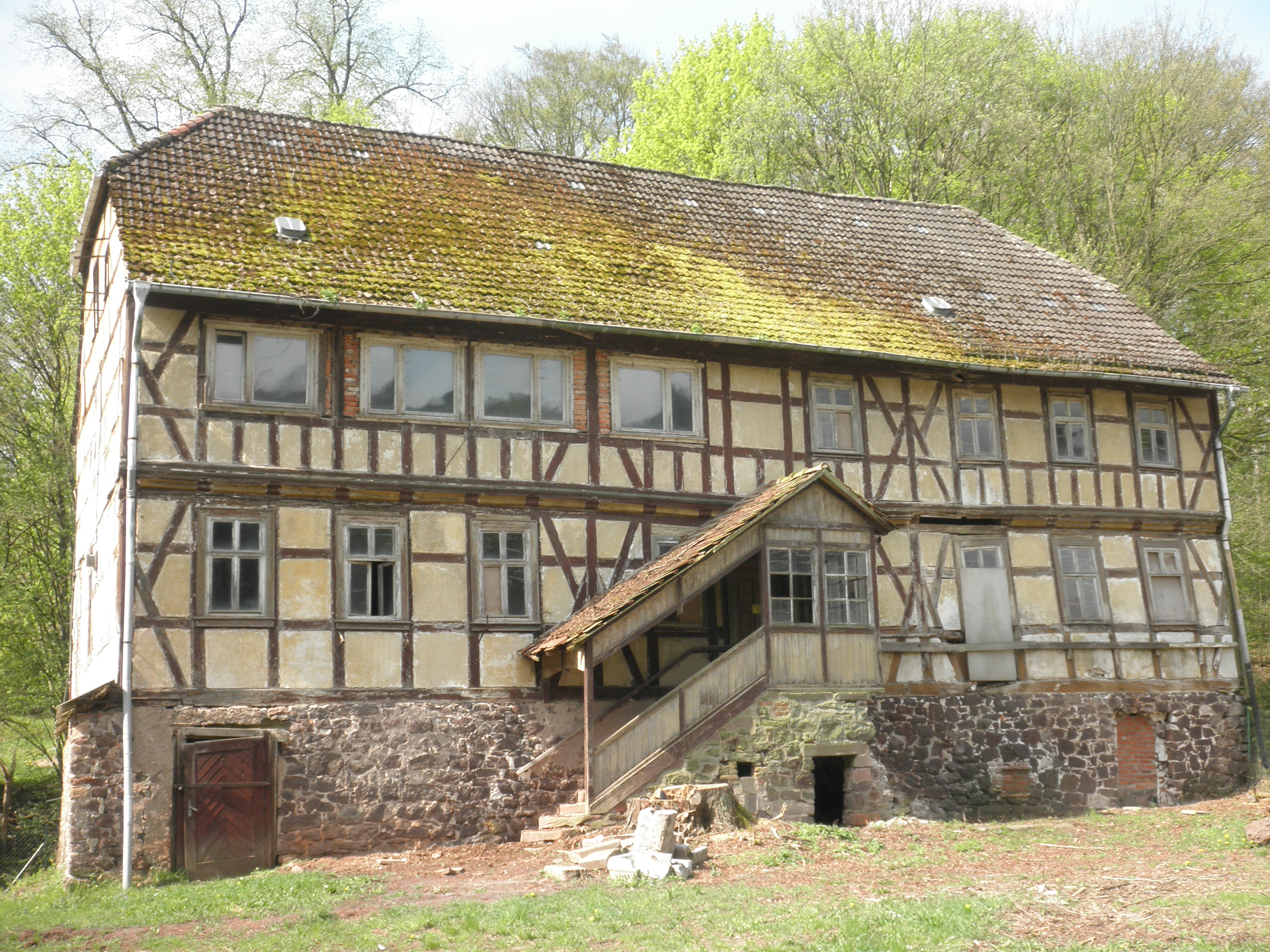
Früheres Domänengebäude
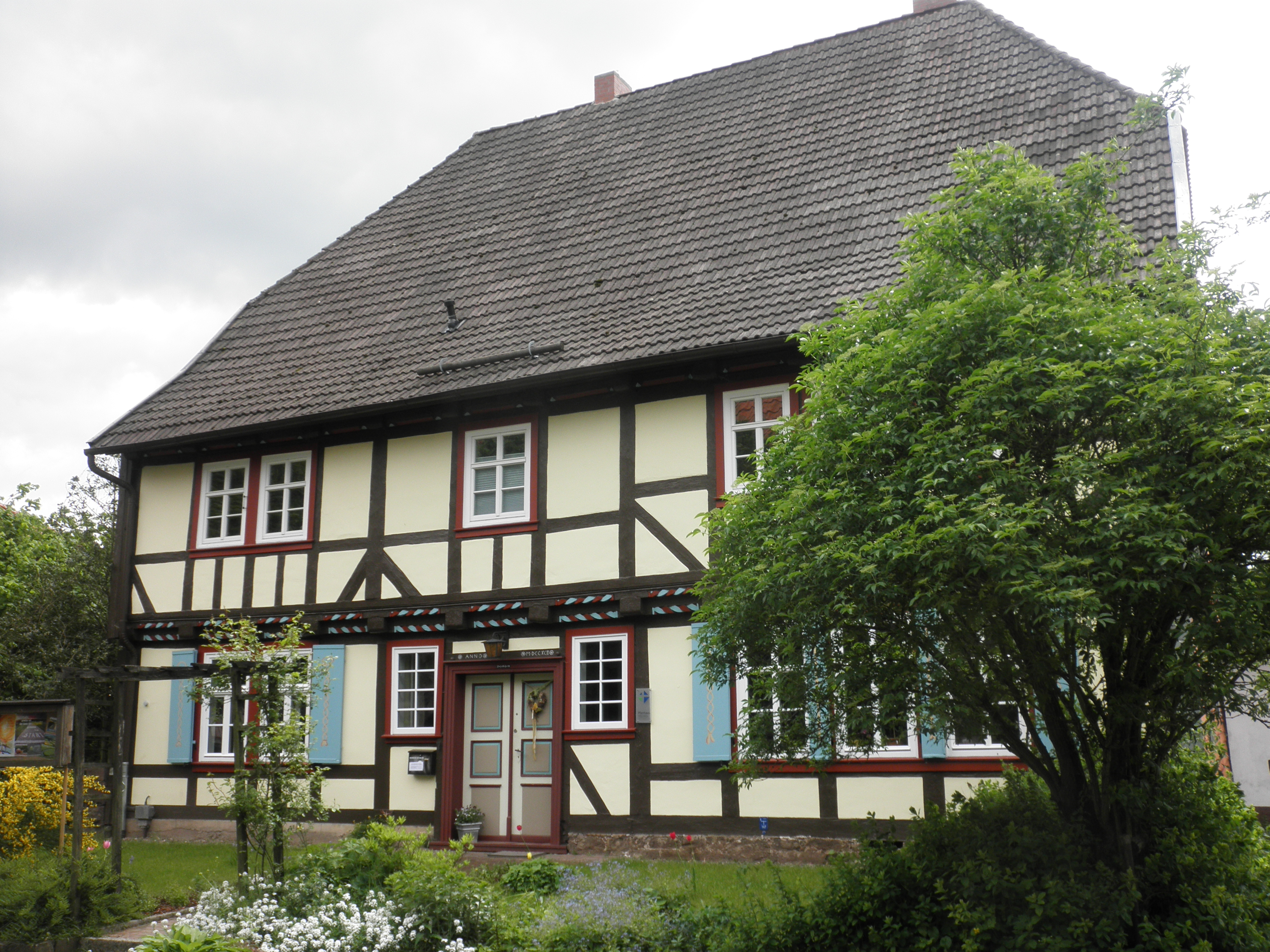
Pfarrhaus
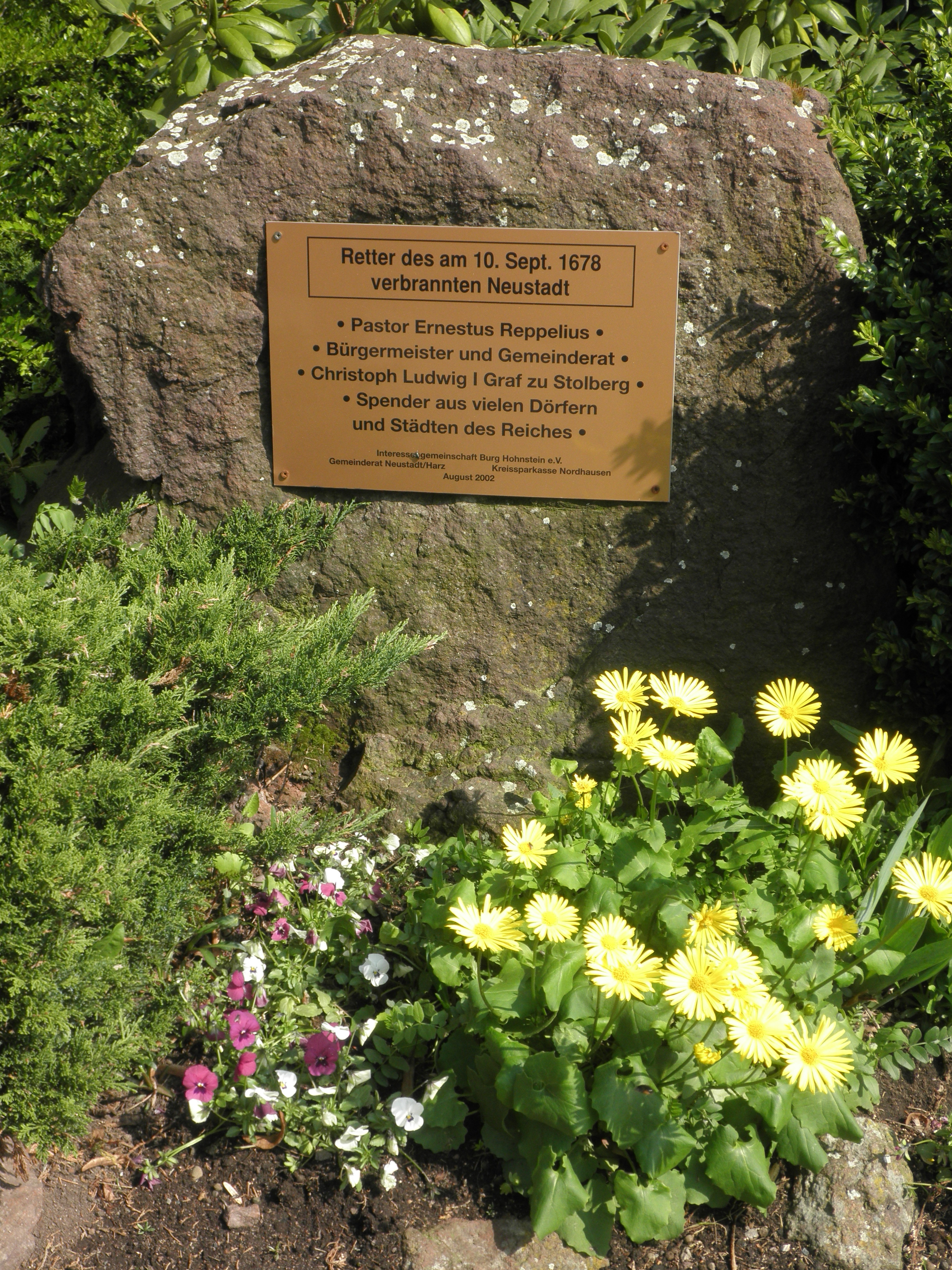
Ehrentafel für „Retter Neustadts“
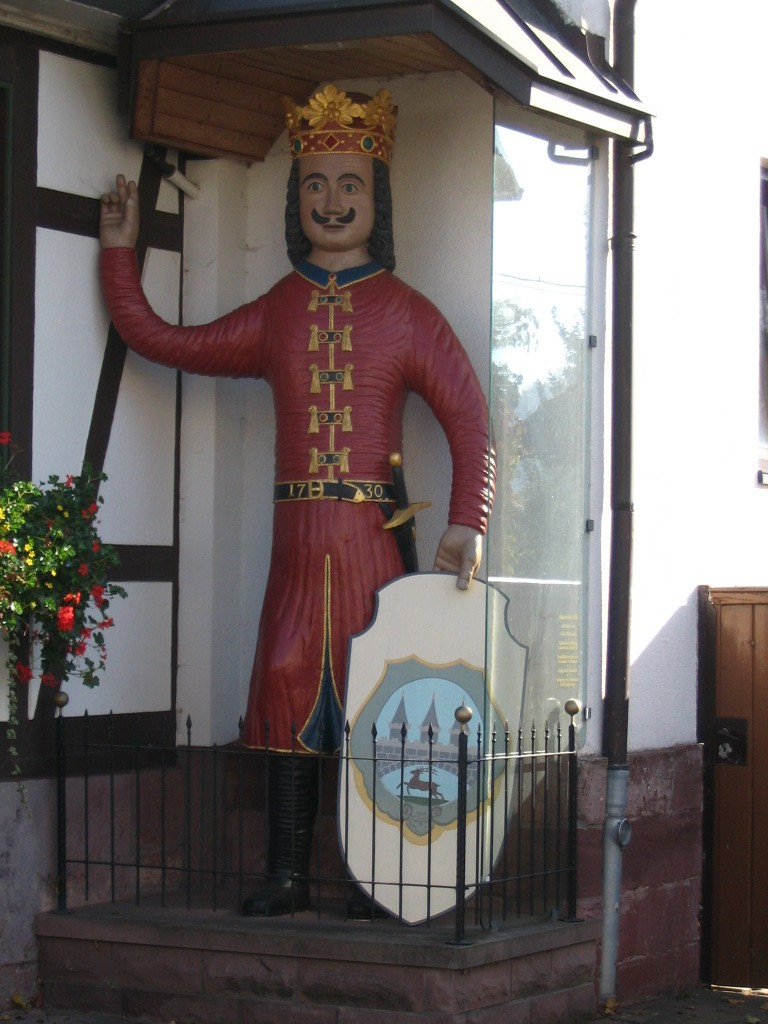
Neustädter Roland
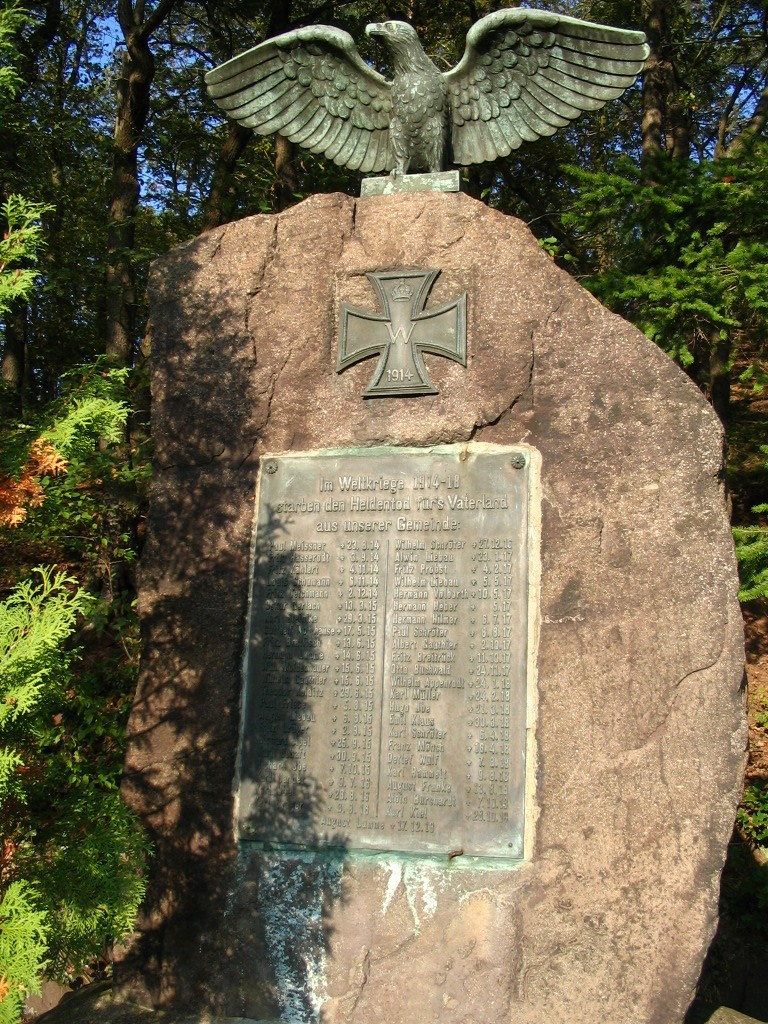
Kriegerdenkmal
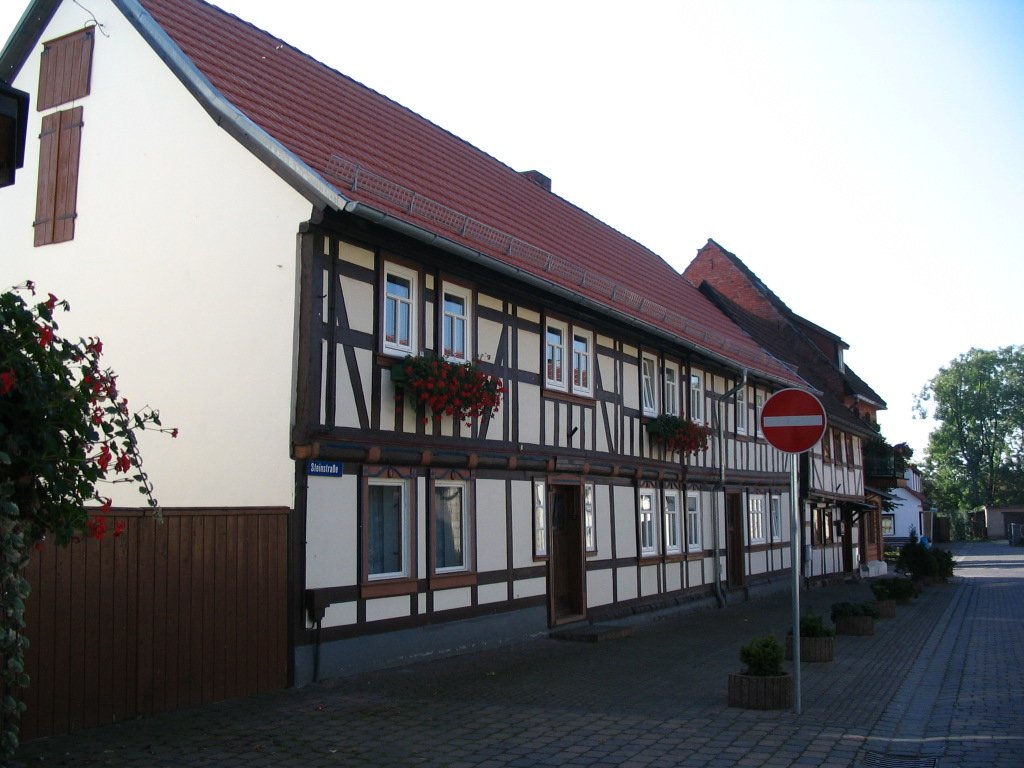
Fachwerkhaus in der Steinstraße
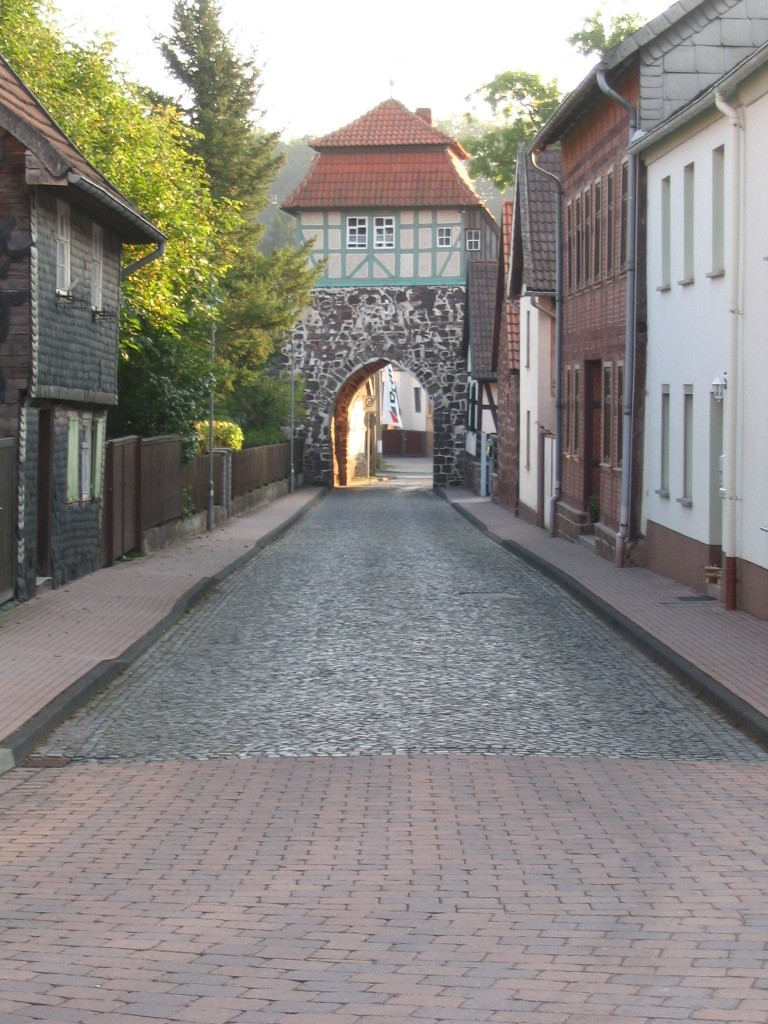
Altes Tor
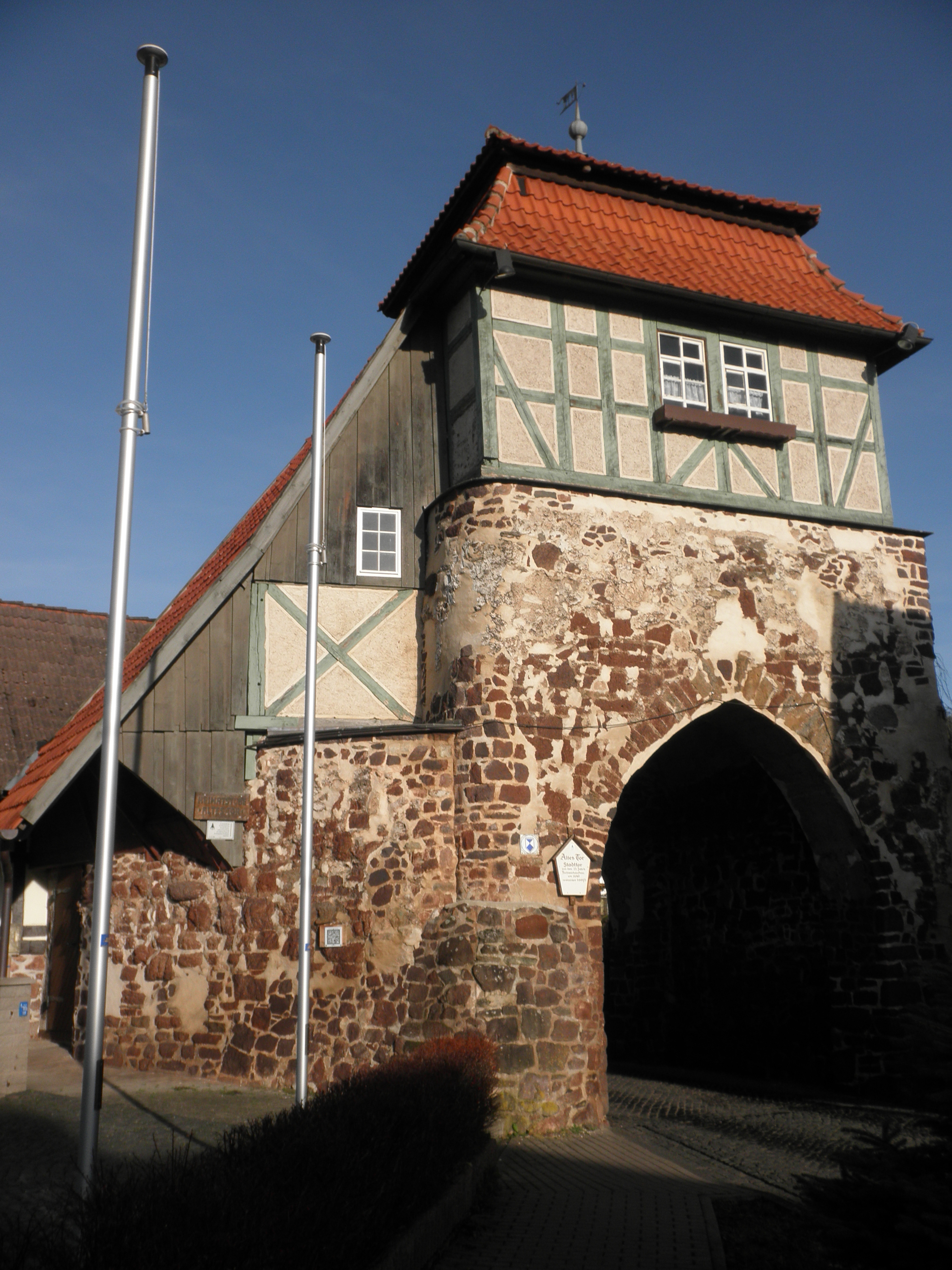
Altes Tor von Süden
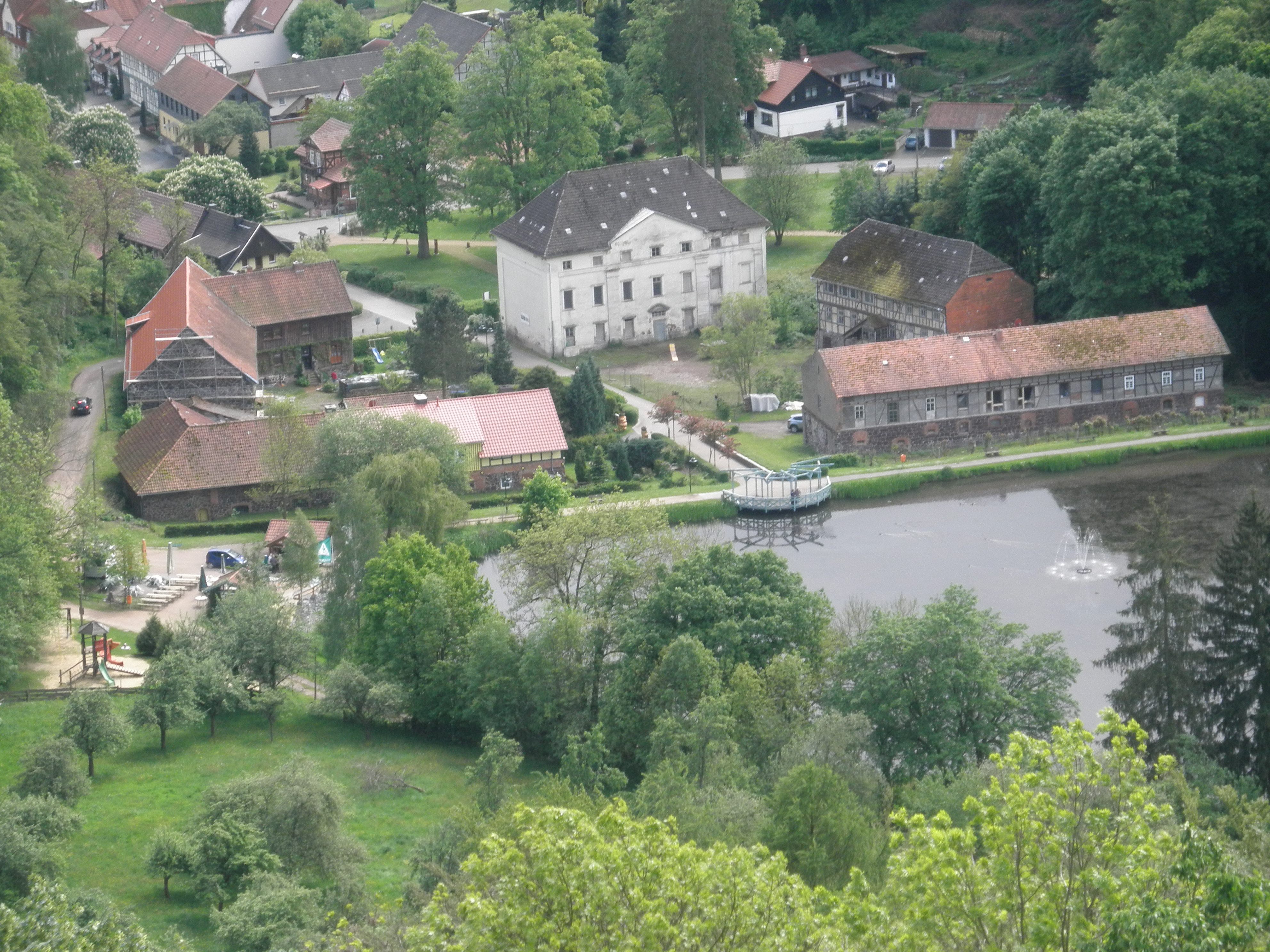
Früheres Schloss und Gutsgebäude

## Wirtschaft und Infrastruktur

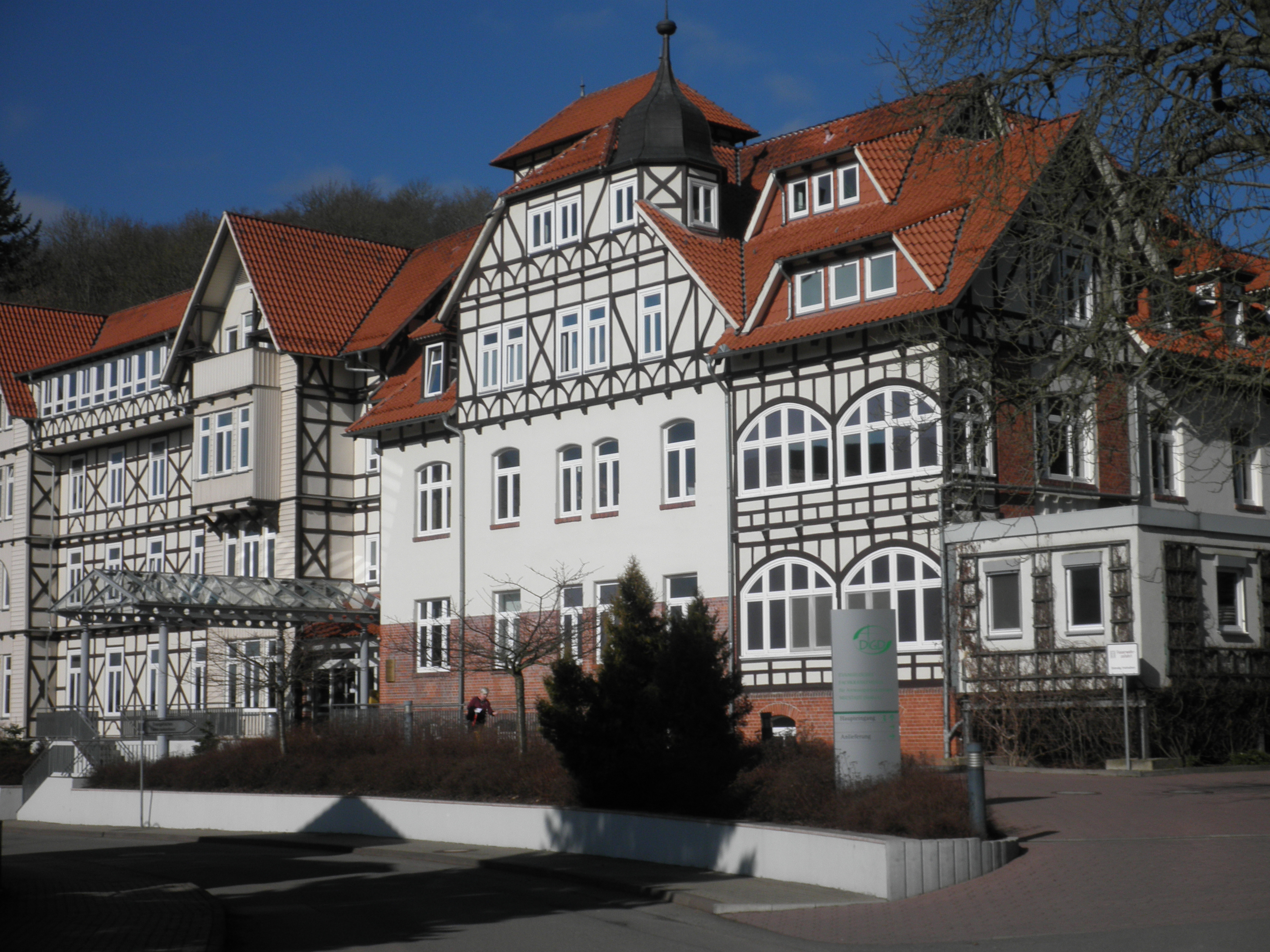
Ev. Fachkrankenhaus in Neustadt

Neben einigen Handwerksbetrieben bestimmt der Tourismus, bedingt durch den Status als Luftkurort, mit seinen Beherbergungsbetrieben die Wirtschaft von Neustadt. Größter Einzelarbeitgeber dürfte das Fachkrankenhaus für Atemwegserkrankungen sein.

## Freizeit- und Sportanlagen
- Waldbad Neustadt
- Golfplatz

## Persönlichkeiten
- Hermann von Dassel (1860–1936), Hamburger Richter und Abgeordneter
- Karl Korn (1865–1942), sozialdemokratischer Publizist und Zeitschriftenchefredakteur
- Emil Faller (1904–1978), Funktionär der Kommunistischen Partei Deutschlands (KPD)